# Shappi Khorsandi
Shaparak “Shappi” Khorsandi (em persa: شاپرک خرسندی, nascida em 8 de junho de 1973) é uma comediante stand-up britânica e autora de origem iraniana. Ela é filha do satírico e poeta político iraniano Hadi Khorsandi. A sua família deixou o Irã após a Revolução Islâmica, quando ela era criança.
Em janeiro de 2016, ela se tornou presidente da Associação Humanista Britânica (Humanists UK) e vice-presidente em 2019. Seu segundo livro e primeiro romance, Nina is Not OK, foi lançado em 2016.

## Infância e vida pessoal
Filha de Hadi Khorsandi, Shappi nasceu no Irã e diz que sua primeira lembrança é "andar de bicicleta em Teerã, no colo do meu tio, de madrugada, para pegar achocolatado". Ela e a família foram forçados a fugir do Irã para Londres após a Revolução Islâmica, na sequência da publicação de um poema satírico que o seu pai compôs, considerado crítico do regime revolucionário.
Shappi Khorsandi não foi criada como religiosa e se identifica como ateia e humanista. Ela se tornou patrona dos Humanistas do Reino Unido, que a nomeou presidente para um mandato três anos a partir de janeiro de 2016, sucedendo Jim Al-Khalili.
Shappi Khorsandi formou-se na Universidade de Winchester, em 1995, em dramaturgia, teatro e televisão, seguindo depois carreira na comédia. Em 2010, a universidade concedeu-lhe um doutorado honoris causa.
Shappi Khorsandi foi casada com o comediante Christian Reilly, com quem tem um filho, Cassius. Eles se divorciaram em 2011. Em 7 de junho de 2013, ela deu à luz uma menina, Geneviève. Em uma entrevista de 2014, ela afirmou: "Faço tudo sozinha, não tenho contato com o pai. Mas está tudo bem, não estou com raiva ou amargurada".
Ela mora com os filhos no sudoeste de Londres, perto de Richmond Park. Seu pai e seu irmão também são humoristas. Em 2017, ela se assumiu bissexual.

## Carreira
Shappi Khorsandi faz comédia, tendo feito seu nome no Comedy Madhouse de Joe Wilson, em 1997. Ela aparece em muitos programas da BBC Radio 4, incluindo Quote... Unquote, Loose Ends, You and Yours, Midweek, Just A Minute, The Now Show e The News Quiz, bem como Have I Got News For You e QI da BBC Television. Em julho de 2009, ela apresentou sua própria série em quatro partes, Shappi Talk, na BBC Radio 4, retratando como é crescer em famílias multiculturais. Ela também escreve uma coluna ocasional para a revista online Iranian.com.
Em 2007, Shappi Khorsandi fez sua primeira viagem à Austrália e ao Melbourne Comedy Festival com seu show Asylum Speaker. Ela aparece no talk show australiano de comédia Rove. Ela foi indicada como Melhor Revelação no Chortle Awards de 2007. Em dezembro de 2008, ela apareceu no Live at the Apollo ao lado de Russell Kane e Al Murray. Ela fez uma aparição no Comedy Roadshow de Michael McIntyre em 20 de junho de 2009, Friday Night with Jonathan Ross em 26 de junho de 2009 e 8 Out of 10 Cats em 10 de julho de 2009.
O livro de memórias de Shappi Khorsandi, A Beginner's Guide to Acting English, foi publicado pela Ebury Publishing, em 2 de julho de 2009. Ela apresentou seu show, The Distracted Activist, no Edinburgh Fringe Festival de 6 a 31 de outubro de 2009.
Shappi Khorsandi foi convidada no Question Time em 2006 e 2010. Durante este show ela mencionou que apoia o Partido Trabalhista do Reino Unido. Ela estrela o segundo episódio de Let's Dance for Sport Relief 2010.
Em 2010, Shappi Khorsandi participou do Comedy Gala do Channel 4, uma noite de gala de caridade em prol do Great Ormond Street Children's Hospital, filmada ao vivo na O2 Arena, em Londres, em 30 de março. Ela apareceu como convidada no Genius, apresentado por Dave Gorman, em 31 de outubro de 2010. Em março de 2012, Shappi apareceu no The Celebrity Bank Job do Channel 4 e ganhou £ 59.000 para suas instituições de caridade.
Ela é membro do Arts Emergency Service, uma instituição de caridade do Reino Unido que trabalha com jovens de 16 a 19 anos de diferentes formações profissionais.
Nos dias 19 e 20 de novembro de 2014, foi convidada do Loose Women, substituindo Jamelia. Ela apareceu no The Blame Game na BBC da Irlanda do Norte, apresentado por Tim McGarry, em 5 de dezembro de 2014.
Em 2016, Shappi Khorsandi apareceu com seu filho em Big Star's Little Star. Também em 2016, juntamente com muitas outras celebridades, ela viajou pelo Reino Unido para apoiar a candidatura de Jeremy Corbyn para primeiro-ministro.
Em novembro de 2017, foi candidata na décima sétima temporada de I'm a Celebrity... Tire-me daqui! e ficou em 11° lugar na competição.

## Um guia para iniciantes em atuação em inglês
O livro descreve como Shappi Khorsandi vivenciou a Inglaterra quando era criança. A história começa em sua creche, The Kings' International Nursery School, com seu irmão, Peyvand. Ao longo do livro, ela explica como a língua persa difere do inglês: "Eles me chamavam de "boneca"". Ela também expressa orgulho pela forma como seu pai teve aulas de inglês e foi elogiado por sua afinidade com a palavra escrita, embora sinta que ele é capaz de ser mais engraçado em persa.
Os seus outros temas incluem as suas experiências com a comida e os costumes ingleses, a guerra entre o Irã e o Iraque e os conflitos que ela e a família enfrentam – ela comenta, por exemplo, que já foi chamada de “terrorista”.